# Lithobates warszewitschii
Lithobates warszewitschii är en groddjursart som först beskrevs av Schmidt 1857.  Lithobates warszewitschii ingår i släktet Lithobates och familjen egentliga grodor. IUCN kategoriserar arten globalt som livskraftig. Inga underarter finns listade i Catalogue of Life.